# 蘇曼殊
蘇 曼殊（そ まんじゅ、拼音：Sū Màn-shū、1884年9月28日 - 1918年5月2日）は、清末から民国初期にかけての中国の詩人・作家・画家・翻訳家。曼殊は法号で、本名は玄瑛。また、字は子穀。中国人商人の子として日本の横浜で生まれた。本貫は広東省香山県（現在の広東省珠海市）。

## 経歴
父の蘇傑生は、日本の横浜・山下町33番にある英国茶行の買弁であった。日本に滞在中に、日本人女性と同居し、そこで、蘇曼殊が生まれている。蘇曼殊の母は、「亜仙」と呼ばれていた（柳亜子によると、姓は河合であるというが、確証はない）。
蘇曼殊は11歳の時、広東に連れてこられ、私塾で学んだ。しかし、異国の血が混じっていることから、家族内で排斥され、虐待されていた。ある人によると、曼殊は、13歳のとき、新会県の慧龍寺で出家したが、家族に連れ戻されたというが、これも確証がない話である。
15歳の時、家が没落したので、従兄弟に連れられた再び来日し、横浜にある華僑が設立した大同学校で学んだ。この学校は、甲乙の二級に分かれていたが、甲級は、中英の二科があり、乙級は、中文の一科だけであった。とうじ、馮自由は、甲級に在籍しており、蘇曼殊は、乙級に属し、馮自由の弟と同級生であった。二人はこの関係で知り合いとなった。1901年、親戚である林氏の援助で、早稲田大学の予科に入学したが、林氏の援助が続かなかったため、一年でやめている。幸いなことに、清の公使王大燮が、各省の自費留学生のうち優秀な学生を公費留学生にするのを許可してくれたので、蘇曼殊は横浜華僑の推薦を受けて、振武学校（東京成城学校が改変されたもの）に転校して学ぶことが出来た。東京上野美術専科学校で学んだという説があるが、これは、実際上不可能である。この時期、彼は、仏教の教理にのめり込んでいる。日本滞在中、陳独秀・章士釗・廖仲愷や何香凝などの留学生と知り合い、青年会や興中会などの日本で成立した中国革命団体に参加している。
1903年、ロシアが中国東北部を侵略すると、蘇曼殊の所属する青年会は、拒露西義勇隊を組織し、後に、香港に拠点を移した。当時、蘇傑生は、家におり、蘇曼殊に婚約させようとして、香港に来たとき結婚させようとした。そかし、蘇曼殊はそれを避けた。革命同志の陳少白が、彼を帰郷させたが、数カ月後には香港に戻り、剃髪して出家し、「曼殊」と名のった。蘇曼殊は、すぐに浙江、江蘇一帯に到り、蘇州呉中公学の教師となり、『国民日報』で翻訳を担当し、章炳麟・柳亜子などと交遊するようになった。蘇曼殊は一生のうちに数度出家している。しかし、情緒がたびたび不安定になり、真実に迷いを脱することができなかった。彼は時に袈裟をまとい、看経念仏するが、時には、女性と熱烈な恋愛をした。後に上海にいるとき、蘇曼殊は自暴自棄になり、妓楼に出入りするようになり、暴飲暴食をするようになった。ついには、胃病を患ったのである。
1918年5月2日、蘇曼殊は、上海の広慈医院で胃病のため逝去した。年は僅かに34歳であった。死の直前に偈を残している。
一切有情
都無罣礙

後に、孫文は、千金を贈り、杭州西湖の孤山の北麓に埋葬し、南社の諸宗元が『塔銘』を撰している。20世紀50年代に墓が壊れたが、1964年西湖の西南の鶏籠山に改めて埋葬された。

## 作品
蘇曼殊は、詩に優れ、絵を良くし、日本語、英語、サンスクリットなどの多くの語学に通じていたので、『バイロン詩集』や『レ・ミゼラブル』の翻訳がある。『バイロン詩集』は、宣統元年(1909年)に出版された。中国古来の詩の形式を用いて翻訳している。『レ・ミゼラブル（悲惨世界）』は、光緒29年(1903年)に発表された。最初は『惨社会』の名前で訳され、上海の『国民日報』に連載された。しかし、忠実な訳ではなく、第七回より、より杜撰になり、書き換えている所が多くなっている。自身が創作した小説には、『断鴻零雁記』、『縫紗記』、『焚剣記』、『砕簪記』、『非夢記』等がある。他に、『天涯紅泪記』があるが、これは、未完成である。後の人が『曼殊全集』（全5巻）を編修している。現在詩は約100首が残っている。
その詩は多感で情緒的なものが多い。小説には文言を多く用い、恋愛関係を描写している。革新派の文学団体南社に加入し、『民報』、『新青年』などの刊行物に投稿している。

## 問題点
蘇曼殊は五四運動前に世を去っているとはいえ、この運動に大きな影響を与えている。その上で、学界では新旧文学の中で彼をどのように位置づけるかが議論になっている。新文学と対立する鴛鴦胡蝶派に位置づけるのもいれば、五四浪漫派とみなすのもいる。さらに、郁達夫との直接の関係もあり、複雑な関係となっている。

## 特色
郁達夫は、『断鴻零雁記』を次の様に評している。「多くの部分で、大変不自然で、真実を書いていないし、虚構が多すぎる。」